# Unicato

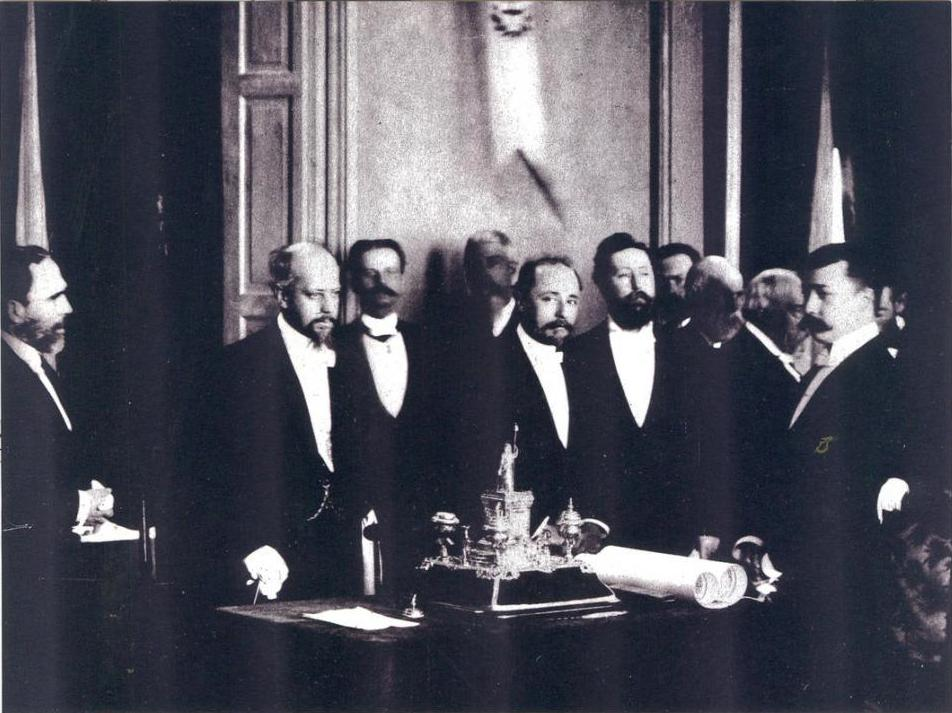
Miguel Juárez Celman a la derecha de Julio A. Roca.

En la historia de la República Argentina, «Unicato» es el nombre con el cual se designa al sistema de influencias políticas basado en las canonjías, prebendas y castigos que, desde los órganos del poder constitucional, tiene por finalidad reunir en la figura institucional del presidente de la República la calidad de jefe indiscutible y único del partido gobernante, sin necesidad de declaración expresa y formal.

## Historia
El 13 de octubre de 1886, Julio Argentino Roca entregó la presidencia de Argentina al senador Miguel Juárez Celman; quien no solo era su concuñado, sino que también era su delfín político. Pero éste se rebeló en contra de su bienhechor ni bien llegó a la presidencia.
En efecto, Juárez Celman, quien concentró en su persona el cargo de Presidente de la República Argentina y la presidencia del Partido Autonomista Nacional (P.A.N.), impuso a partir de 1886 lo que las calles y la prensa de Buenos Aires bautizaron como Unicato. Su rasgo sobresaliente fue privilegiar a sus coprovincianos cordobeses con diversos favores de carácter político.
Los antecedentes y la justificación del accionar presidencial se encuentran en los consejos políticos que le brindaran sus amigos. El diputado por Córdoba José Miguel Olmedo escribía al gobernador Juárez Celman en 1882: "Roca tendrá menos personalidad que todos los presidentes cesantes y si la conservase, su sucesor llegará hasta desterrarlo del país. Esta es ley humana e histórica. El poder que se levanta, hunde por propio interés al que fenece, y el que no lo prevé y se acoge a la amistad y adhesión probadas, se parece en política al suicida".
En marzo de 1885, al comenzar la campaña presidencial por la sucesión del general Roca, Lucio Vicente López escribía a Miguel Juárez Celman: "Los roquistas y los juaristas amigos todos, muy amigos, pero es menester que nos distingamos. Nosotros somos juaristas primero, y después también juaristas".
La denominada "camarilla" de personajes que integraban el círculo presidencial juarista incluía a: el militar bonaerense Lucio V. Mansilla, en su carácter de presidente de la Cámara de Diputados de la Nación; el dirigente santafesino Estanislao Zeballos; el ministro de Relaciones Exteriores y Culto, Norberto Quirno Costa; los magistrados Luis V. Varela, presidente de la Corte Suprema de Justicia de Buenos Aires, y Salustiano Zavalía, camarista en lo Civil; y los "amigos cordobeses" Pablo Rueda, José Miguel Olmedo, Ramón J. Cárcano y José Figueroa Alcorta, entre muchos otros.
El liderazgo político presidencial, que por entonces se denominaba "gravitación", no se alzaba en un prestigio popular y personal, sino en el ejercicio del poder y la acumulación de poder. En ese orden de ideas, Juárez Celman obtuvo unanimidad de "apoyos" en todas las provincias argentinas, mediante el recurso de la intervención federal. Primero interviniendo Tucumán en 1887, para entregar el poder local a los mitristas leales al presidente; Córdoba en 1888, donde luego de someter a juicio político al remiso gobernador Ambrosio Olmos por malversación de fondos públicos y comisionar a Luis Vicente Varela como interventor federal, el hermano del propio presidente y Jefe de la Policía, Marcos N. Juárez, fue elegido gobernador sin inconvenientes; y Mendoza en 1889, donde luego de una revuelta que obligó a renunciar al gobernador Tiburcio Benegas, el reemplazante Oseas Guiñazú propició la elección del opositor Rufino Ortega cuyo club político se llamaba "Presidente Juárez".
El segundo paso del plan político personal de Juárez Celman era digitar un "sucesor adecuado". Allí nace la candidatura presidencial de Ramón J. Cárcano, de brillante y ruidosa carrera política: con una excelente tesis doctoral censurada por el vicario Clariá -y apadrinada por Juárez Celman- que lo hizo popular en la ciudad de Córdoba; secretario del gobernador a los 19 años, diputado nacional a los 24, ministro de gobierno a los 26 y director general de Correos a los 27 años. Ahora, el hermano del presidente y gobernador de Córdoba, Marcos N. Juárez, promovía su candidatura a la presidencia en 1888 -cuando solo contaba con 28 años de edad- a fin de perpetuar el "juarismo".
Desde la Dirección de Correos y Telégrafos, entonces el mayor cargo administrativo del gobierno argentino, Cárcano distribuía prebendas y subvencionaba "revoluciones", promovía enjuiciamientos y orquestaba campañas de difamación en contra de gobernadores hostiles, tal cual las costumbres políticas de la época, como Santiago Gallo, Juan Posse -estos dos de Tucumán-, Ambrosio Olmos y Tiburcio Benegas entre otros. Sin embargo, la voracidad de los Juárez y el talento de Cárcano colisionaron con la ambición y la sagacidad del vicepresidente Carlos Pellegrini y del general Julio Argentino Roca. En la crisis financiera de 1889 y la Revolución del Parque de 1890, encuentran su final la candidatura de Cárcano y el unicato de Juárez Celman.